# نراد هونان
نراد هونان (نام علمی: Abies ziyuanensis) نام یک گونه از سرده نراد است.